# エースキラー (ウルトラ怪獣)
エースキラーは、特撮テレビドラマ『ウルトラマンA』をはじめとする「ウルトラシリーズ」に登場する架空のロボット。別名は異次元超人。
本記事では、エースキラーに関連した怪獣のメビウスキラー、カブトザキラー、ビクトリーキラーについても記述する。

## エースキラー

### 『ウルトラマンA』に登場するエースキラー
『ウルトラマンA』第14話「銀河に散った5つの星」に登場。
ヤプール人がウルトラマンA対抗用に製作したロボット超人。ゴルゴダ星の処刑場に置かれた棺の中から直立姿勢のまま起き上がって現れた。両腕を広げながら肩を揺するなど、笑うような仕草を見せる。全身に施された金色の装甲は、本物のAやエースロボットのメタリウム光線を防ぐことができる。左腕は鉤爪状になっており、右手には音叉のような形をした刃物を武器として持っている。ゴルゴダ星でゾフィーからM87光線、ウルトラマンからスペシウム光線、ウルトラセブンからエメリウム光線、ウルトラマンジャックからウルトラブレスレットを奪い取った後、目と胸部結晶に光が灯った。
テスト相手のエースロボットを倒した後、ゴルゴダ星に現れた本物のAと交戦する。メタリウム光線を防ぎ、M87光線以外の必殺技を駆使して善戦し、スペシウム光線やエメリウム光線でダウンしたAを右手の刃物で苦しめるが、体勢を立て直したAにウルトラブレスレットを弾き飛ばされた後、ウルトラ5兄弟の力を結集したスペースQで爆破された。
- デザインは鈴木儀雄が担当した[出典 3]。デザイン画では、武器を持つことが考えられていなかったのか、右手の指が長かった[9]。複雑な頭部デザインは、全身図が描かれた後に描き直されている[9]。鈴木は気に入った1体に挙げているが、独特な構成の頭部については自身でも描いた理由が分からないとしている[8]。
- 劇中では人類に目撃されることなく倒されたため、防衛チームの記録には残らず、後の『ウルトラマンメビウス』においても、GUYSの保管するドキュメントTACには記録されていないとの設定がなされている。
- 『ウルトラ怪獣攻げき技大図鑑』では、ウルトラ4兄弟から奪った能力による攻撃は「スペシャルショット」と名付けられた。

### 『ウルトラ超伝説』に登場するエースキラー
てれびくんでのグラビアと漫画で展開された『ウルトラ超伝説』に登場。
グラビア版では、てれびくん1981年6月号でグア軍団によってパワーアップされた再生エースキラーとして登場。ウルトラマン80が去った後の地球に現れて破壊の限りを尽くし、ウルトラ兄弟を苦しめる。ゾフィーをブラックホールに落とすなど圧倒的な強さを見せるが、現れたアンドロメロス（に扮したゾフィー）のパンチで粉砕された。なお、再生エースキラーの姿はゾフィーを踏みつける足の部分しか掲載されておらず、メロスに粉砕されるシーンはイラストで掲載されている。
その後、1982年2月号で他の改造怪獣たちと共に復活し（こちらでは全身を見せている）、全員でメロスとウルフを取り囲んで高速旋回しながら炎の渦を発生させる火炎車戦法を仕掛けるが、破られたうえにメカバルタン（改造バルタン星人）以外の怪獣たちを倒され、自身とメカバルタンもアンドロストリームで倒された。 
小学三年生1982年2月号では展開がやや異なり、メカバルタンとエースキラーはメロスとウルフのアンドロビームで最初に倒され、その後に残る改造怪獣たちも倒されたと3月号で説明されている。
- 居村眞二の漫画版では基本的に6月号グラビア版と同じ展開を迎えるが、名前が「改造エースキラー」になっており、人語を話すこともできる。光線技を使わずに右手に持った刃物による格闘戦のみでウルトラ兄弟を追い詰め、M87光線も通じない。また、人質を取るなどの卑劣な行為もいとわない。
- 屋外でメカバルタンと共にポーズを決めている写真が存在する[14]。

### 『ウルトラライブステージ2006』に登場するエースキラー
ウルトラマンフェスティバル2006ライブステージ第2部に登場。
再び地球侵略とウルトラ兄弟抹殺を企むヤプールによって強化された改造エースキラーが登場し、地球を訪れたメビウスをベロクロンと共に攻撃する。『A』の時と同様にウルトラ4兄弟の必殺技を使用するほか、新たにジャックのウルトラランスやタロウのストリウム光線まで使用できる。最終決戦では、手足が後に登場するUキラーザウルスのような形状になり、6兄弟とメビウスを相手に互角以上に渡り合うが、最後は彼らの斉射した必殺光線を受けて敗れる。
- この時の戦いは『ウルトラマン Fighting Evolution 0』と同じく、『ウルトラマンメビウス』本編や劇場版の前史的な内容となっている。

### 『ウルトラマンゼロ外伝 キラー ザ ビートスター』に登場するエースキラー（BS）
OV『ウルトラマンゼロ外伝 キラー ザ ビートスター』に登場。
ビートスター天球の内部でビートスターが率いるロボット怪獣軍団の1体で、かつてヤプールが生み出したエースキラーのデータがビートスターによってコピーされたもの。初代に加えてメビウスキラーの能力も持ち合わせており、初代と同じ両腕を拡げるポーズも何度かとる。他のロボット怪獣と異なり量産はされておらず、1体しか登場しない。
レギオノイド（BS）がレイの召喚するゴモラに倒された直後にキングジョー（BS）やインペライザー（BS）と共に現れ、一度は3対1の勝負でゴモラに勝利するが、その後にウルティメイトフォースゼロと戦う。グレンファイヤーと互角の勝負を繰り広げ、最後はグレンドライバーで頭を地面に叩きつけられて爆散した。
ロボット（サイボーグ）ではあるが、劇中では吹き飛ばされたキングジョー（BS）やインペライザー（BS）の下敷きになりそうになって慌てふためいたり、グレンファイヤーのポーズを真似て挑発するなど、人間臭い動きも見せていた。

### ゲーム作品に登場するエースキラー

#### ウルトラマン Fighting Evolutionシリーズ
PSおよびPS2ソフト『ウルトラマン Fighting Evolution』のうち、『1』 - 『3』に登場。
『2』のオリジナルストーリー「大地球侵略作戦」では、ヤプールに捕らえられたウルトラ兄弟たちを救うために異次元へ乗り込んできたAを迎え撃つ。援護キャラとしてヤプールが現れ、空間を歪ませるなどして妨害してくる。同作のCMでは、ベムスターのことを「越後屋」と呼んでいた。
『3』のウルトラモード「死刑ウルトラ5兄弟」では、原作と同様のストーリーで戦う。ちなみに、このモードではプレイヤーはエースロボット→ウルトラマンAの順番で操作することになるが、エースロボットの時点でエースキラーに勝つこともでき、その際には「強すぎたエースロボット」というコメントが表示され、この条件を満たすと強制的にSランククリアとなり、エースロボットを使用できるようになる。
戦闘中には怪獣のようなオリジナル音声の鳴き声を上げるほか、ウルトラマンガイア、ウルトラマンアグルの突撃戦法も使用できる。

#### PDウルトラマンバトルコレクション64
NINTENDO64ソフト『PDウルトラマンバトルコレクション64』に登場。
原作どおり、M87光線、スペシウム光線、エメリウム光線を使用できる。ウルトラブレスレット系統の技はウルトラクロスのみ使用可能。

#### 大怪獣バトル ULTRA MONSTERS
データカードダス『大怪獣バトル ULTRA MONSTERS』第9話「決戦！エースキラー」、『NEO』第6話「執念のヤプール」に登場。
第9話では、バトルナイザーを破壊しようとするヤプールによってタイラントやバキシムと共に送り込まれる。実質的に第1部の最後の敵であり、かなりの強さを持つ。バトルナイザーの怪獣と激しい戦いを繰り広げた後、倒された。
『NEO』第6話でもバトルナイザー破壊を企む巨大ヤプールにより、バキシムと共に従えられて登場するが、こちらもバトルナイザーの怪獣に倒された。
ステータスはアタックが高いが、パワーが低いのが欠点。必殺技は今までのゲーム作品に登場したエースキラー同様「エメリウム光線」、「ウルトラブレスレット」、「M87光線」とウルトラ兄弟から奪ったものを使用し、さらに『NEO』第3弾では生みの親である巨大ヤプールと組むことにより、強力な闇属性のタッグ必殺技「キラーマリオネット」（その際、『ウルトラマン Fighting Evolution』シリーズの突撃戦法のような動きを見せる）が発動可能となった。『NEO』第7弾では、エースロボットを倒す際に披露したウルトラ4兄弟の光線技を斉射する攻撃技「カラミティショット」も追加されている。
また、『NEO』では光属性に耐性を持っている。『EX』ではロボット超人としての側面がいささか薄かったが、『NEO』では弱点として雷と水属性が追加され、さらにスピードゲージがロボット怪獣のものになったため、ロボットであることが強調された。

### ファミコン『ウルトラマン倶楽部』
『ウルトラマン倶楽部2』ではザコ怪獣、『ウルトラマン倶楽部3』ではボス怪獣でウルトラタワーの中にいる、体力は4000。

### その他の作品に登場するエースキラー
- 『ウルトラマンタロウ』第40話では、エースキラーが回想シーンの35大怪獣・宇宙人の1体として登場。2008年の映画『大決戦!超ウルトラ8兄弟』でもエースキラーが北斗の回想シーンで登場する。
- 映画『大怪獣バトル ウルトラ銀河伝説 THE MOVIE』では、エースキラーが百体怪獣ベリュドラの首を構成する怪獣の1体となっている[17]。
- 『ウルトラゾーン』第4話のアイキャッチでは、祈祷を受けている姿が描かれている[18]。
- 『ウルトラ怪獣散歩』第19話「死刑！カステラ5兄弟」、第20話「風力エネルギー源Xを倒せ」では、『ウルトラマンA』のエースキラーと同じ個体の設定で登場している。なお、登場時のテロップ紹介では身長を「75メートル」と誤記されている（これは『A』の同じ回に登場した超獣バラバの身長である[19]）。

## メビウスキラー

### 『ウルトラマンメビウス』に登場するメビウスキラー
『ウルトラマンメビウス』第43話「脅威のメビウスキラー」に登場。
かつてウルトラマンAが戦ったエースキラーと同型のロボット超人で、黒ずくめの男の姿をしたヤプールによって呼び寄せられた。鉤爪状になった左腕など、容姿はエースキラーとほぼ同じであるが、こちらは爪先の棘が足と一体化しているなど細部が異なり、右手も刃物状の武器は装備していない。また、エースキラーは終始声を発さなかったのに対し、こちらは低く不気味な声を発する。
高い格闘能力を有しており、最初はヤプールからもエースキラーと呼ばれたが、メビウスの戦闘データを読み取ったガディバと同化することにより、胸のキラークリスタルが点灯するほか、右腕にはメビウスブレスと同じ役割を持ってカラータイマーのように点滅するクリスタルが追加され、かつてエースキラーがウルトラ兄弟の技を模倣したようにメビュームシュート（メビウスと異なり左腕から使用）や、メビュームブレードを模倣したキラーブレード（メビュームブレードとは逆に右腕で使用）、さらにはメビュームバーストを放つことさえも可能となる。技を放つ際にはエースキラーの性能テスト時と同様、ヤプールが技名を叫んで指示を送る。その高い戦闘能力でメビウスを抹殺しようと善戦するが、アヤの声援を受けて奮起したメビウスがとっさに編み出した新技・メビュームダイナマイトに遭い、爆散した。
なお、ヤプールはメビウスがメビウスキラーとの戦闘で疲弊することを織り込み済みだったらしく、疲弊してミライの姿に戻った彼を近くにいたアヤとヒルカワもろとも異次元空間に拉致することには成功した。
- スーツアクター：丸山貢治
- デザインは丸山浩[出典 4]。原典の写真を見て造形的に上手くいっていないと思った箇所を整理しており、爪先をサンダルの一部にして、脇腹を変更し、オリジナルのカラーリングと同様のものが決定稿となった[27]。
- 時系列上では本話より過去（テレビシリーズ第23話以前）である劇場版『ウルトラマンメビウス&ウルトラ兄弟』では、エースキラーをモデルにした究極超獣Uキラーザウルスが登場した。

### 『ウルトラマンメビウス外伝 ゴーストリバース』に登場するメビウスキラー（G）
『ウルトラマンメビウス外伝 ゴーストリバース』に登場。
他の暗黒四天王と共に復活を果たした巨大ヤプールの怨念が活動するための肉体としてメビウスキラーに憑依したもので、メビウスキラー（G）とも呼ばれる。『テレビマガジン』版ではメビウスキラーが登場するが、『てれびくん』版ではカブトザキラーがこの役割を果たしている（#てれびくん版『ウルトラマンメビウス外伝 ゴーストリバース』に登場するカブトザキラーを参照）。
OV版でも『テレビマガジン』版と同様の形で登場。本作品では光弾を撃ち出す技を使っていた。過去のメビウスキラ一を凌駕する身体能力を持つ。
- 声：田中亮一
  - 他の四天王は全員オリジナルキャストなのに対し、このメビウスキラーのみ声優が異なる。
- スーツは『メビウス』テレビシリーズの流用だが、目などの電飾が緑から青白い色となっている。
- 企画当初では巨大ヤプールがそのまま登場する予定だったが、撮影時期に巨大ヤプールの着ぐるみがイベントで出払っていたため、憑依しているという設定でメビウスキラーが登場することになった[31]。
- 名前に付くGは「ゴースト」を意味する。

### 『ウルトラマンベリアル THE STAGE 超最強!ベリアル銀河帝国』に登場するメビウスキラー
『ウルトラマンゼロ THE MOVIE 超決戦!ベリアル銀河帝国』の前日譚にあたるショー『ウルトラマンベリアル THE STAGE 超最強!ベリアル銀河帝国』に登場。
ウルトラマンベリアルを捕らえて支配下に置こうと企むヤプールによって送り込まれる。ドラゴリーが倒された後、ルナチクスと共に登場すると、ウルトラマンゼロに敗れた直後で弱っていたベリアルを素早い動きによる格闘で追い詰め、ヤプールの傘下に入っていたが用なしと見なされたダークゴーネもろとも倒そうとする。最後は、ベリアルの力に惹かれてヤプールから離反したダークゴーネにゴーネブレードで倒された。

### その他の作品に登場するメビウスキラー
- 『めちゃ×2イケてるッ!』2009年12月5日放送分では、メビウスキラーが『大怪獣バトル ウルトラ銀河伝説 THE MOVIE』出演のオーディションに他の怪獣と共に参加。名札は「メビウスキラー」とされていたが、エースキラーと姿が同じであるため、ナレーションでもエースキラーと間違われていた。プレッシャー星人に挑みかかろうとしたレッドキングを一度は制止する。合格はしたが、映画には登場していない。

## ビクトリーキラー
『ウルトラファイトビクトリー』に登場。
エースキラーやメビウスキラーと同型のロボット超人。メビウスキラー同様の不気味な低い声を発し、当初は巨大ヤプールからエースキラーと呼ばれていたうえ、「エースキラーを超えた存在」と評されていた。エースキラーから引き継いだウルトラ兄弟の能力を使用する他、巨大ヤプールにより、ウルトラマンビクトリーの能力・ウルトランスを模倣したキラートランスを実装されている。ウルトランスと異なりスパークドールズ無しに発動している他、使用する際はビクトリーランサーと同様に「キラートランス！（能力名）!!」と巨大ヤプールの声が流れる。
惑星グアの衛星ゴルゴダでウルトラマンギンガを十字架に捕らえ、救援に駆けつけたウルトラマンAと対峙する。ウルトラ兄弟の能力はAにとってはもはや通用せず、当初はAと互角の戦いを繰り広げたが、巨大ヤプールの指示により、EXレッドキングナックル、キングジョーランチャー、エレキングテイルを立て続けに使用し、一度はAをダウンさせる。
その後、サドラシザースやグドンウィップも使用してウルトラマンビクトリーナイトと戦うが、ビクトリーナイトにとっては敵ではなく、最後はシェパードンの援護を受けたビクトリーナイトのナイトビクトリウムシュートで倒される。
- キラートランス音声：玄田哲章（第6話）
- 『ウルトラ6兄弟 THE LIVE in博品館劇場―ゾフィー編―』ではウルトラヒーローの技を取得することでウルティメイトキラーに進化する[36]。武器は大剣キラートランスで、ジードの技も使えるようになった[36]。

## カブトザキラー
『大怪獣バトル ULTRA MONSTERS』のオリジナルキャラクターとして初登場。
エースキラーの改造・強化タイプ。身に纏った戦国武者風のアーマーと、鋏状の腕が特徴。アーマーを纏ったことで防御力が大幅にアップしている。鋏で相手を切り裂く「クロー・スライサー」を必殺技とするほか、先代と同様にウルトラ兄弟の光線技も使用でき、さらに言葉を話すようにまでなっている。
当初は怪獣カード化されず、スーパーコンボのみの登場だったが、『NEO』第7弾にて怪獣カードとして参戦した。
- 声：田中亮一
- 元は児童誌による「エースキラー強化改造計画」の最優秀賞受賞作品。
- ソフビ化もカード付きでされているが、その付属するカードはスーパーコンボカードであり、シリーズ初応援カード以外のカードが付属する怪獣ソフビとなった。

### 『大怪獣バトル ULTRA MONSTERS NEO』に登場するカブトザキラー
『大怪獣バトル ULTRA MONSTERS NEO』ギャラクシーサーガモードのエピソード5、エピソード6に登場。
歴史改変を目論むヤプールが過去のゴルゴダ星に送り込んだ刺客。歴史通りにエースキラーを倒したウルトラマンAの前に現れ、Aを倒して磔にすると、ZAPにはベムスターとブラックキングを差し向ける。
ベムスターとブラックキングが倒されると、エピソード6にて自らZAPに襲いかかる。ストーリーモード第一部でのエースキラーを彷彿、もしくはそれ以上の強さでレイの怪獣（プレイヤーキャラクター）を苦しめるが、ZAPの救援にキール星人グランデが現れ、最後はレイが発見したウルトラブレスレットによって撃破される。

### 『てれびくん』版『ウルトラマンメビウス外伝 ゴーストリバース』に登場するカブトザキラー
『てれびくん』版の『ウルトラマンメビウス外伝 ゴーストリバース』（画：内山まもる）に登場。
復活した巨大ヤプールが、活動するための肉体として化身したもので、インペライザー軍団の中に紛れており、ウルトラマンタロウと激突する。ヤプールが化身しているため、人語を話す。インペライザー軍団が捕らえたウルトラ兄弟の技を奪い、ウルトラスパーク、メビュームシュート、ナイトシュート、さらにはスペースQをタロウに向かって放つが、ウルトラの父譲りのウルトラホーンに光の光線技は有効とならず、逆に光線技を吸収して増幅させた「コスモミラクルダイナマイト」を受け、消滅する。しかし、その後にデスレムと戦うウルトラ兄弟の前に超獣軍団を率いて再び現れ、巨大ヤプールの正体を現す。
なお、本来これは『テレビマガジン』版やOV版におけるメビウスキラーの役割である（詳細は#『ウルトラマンメビウス外伝 ゴーストリバース』に登場するメビウスキラー（G）を参照）。

## その他の作品に登場するエースキラー
- 『ウルトラ怪獣擬人化計画』にて、エースキラーさん（キャラクターデザイン：活断層）として擬人化されている[37]。